# فيسنتي بيريز
فيسنتي بيريز مدريد (بالإسبانية: Vicente Pérez Madrid)‏، المعروف اختصارا باسم فيسنتي (من مواليد 11 يوليو 1986 في أسبي، أليكانتي)، هو لاعب كرة قدم إسباني، يلعب في نادي نومانسيا في مركز خط الوسط.

## وصلات خارجية
- فيسنتي بيريز على موقع قاعدة بيانات كرة القدم.إي يو (الإنجليزية)
- فيسنتي بيريز على موقع Soccerway.com (الإنجليزية)
- فيسنتي بيريز على موقع AS.com (الإسبانية)

- BDFutbol profile
- Futbolme profile (بالإسبانية)